# Honey Sweet Love
Honey Sweet Love es una película italiana de comedia, drama y romance de 1994, dirigida por Enrico Coletti, que a su vez la escribió junto a Duilio Coletti, musicalizada por Andrea Guerra, en la fotografía estuvo Roberto Benvenuti y los protagonistas son Ben Cross, Eli Wallach y Jo Champa, entre otros. Este largometraje fue producido por C.P. Coletti Productions y Reteitalia.

## Sinopsis
Trata acerca de un comandante de Reino Unido que se enamora de una joven de Sicilia, esto sucede en tiempos complicados durante la Segunda Guerra Mundial.